# LucasArts Entertainment
LucasArts Entertainment Company proizvođač je i izdavač videoigara. Tvrtka je poznata po svojem nizu point-and-click avanturističkih igara i danas uglavnom proizvodi igre temeljene na serijalu Zvjezdani ratovi.